# تیتانیوم تی آی 6242
تیتانیوم عنصری سبک، مقاوم و دارای جلا به رنگ سفید- نقره ای با نماد Ti، عدد اتمی 22، وزن اتمی 88/47، وزن مخصوص 54/4 گرم بر سانتی متر مکعب، سختی 6 در مقیاس موس، نرم، نقطه جوش 3287 درجه سانتی گراد و نقطه ذوب 1660 درجه سانتی گراد است.
این ماده که دارای دو شکل الوتروپی به نام‌های روتیل و آناتازمی می‌باشد، بواسطه رنگ سفید، درجه دیر گدازی و توان بالا و توان زیاد در توزیع و انتشار یکنواخت در ترکیبات دیگر، به عنوان عمده‌ترین ماده اولیه رنگ سفید در صنایع رنگ سازی، کاغذ سازی، پلاستیک، لاستیک و مواد مختلف دیگر شناخته می‌شود. در شکل 1 شمش اولیه تیتانیوم نشان داده شده‌است. 

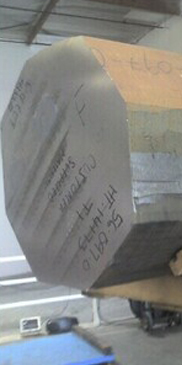
این یک قطعه خام تیتانیومی است که از ان محصولات مختلف تهیه می شود.

تیتانیوم در انگلستان به وسیله William Gregor در سال 1791 کشف شد. تیتانیوم فلزی، خالص (9/99%) اولین بار در سال 1906 توسط Matthew A. Hunter در ایالات متحده در کمپانی جنرال الکتریک بدنبال روش‌های Nilson و Pereson آماده شد. 
آلیاژهای تیتانیوم، رده‌ای از آلیاژهای سبک هستند که عنصر اصلی سازنده آن‌ها تیتانیوم است. تیتانیوم Ti-6Al-2Sn-4Zr-2Mo که به عنوان Ti 6-2-4-2 نیز شناخته می‌شود، یکی از آلیاژهای تیتانیوم بوده که در محدوده آلیاژی شبه آلفا (یا نزدیک آلفا) می‌باشد .
این نوع از آلیاژ تیتانیوم دارای مشخصه بخصوصی از جمله مقاومت به خزش استثنایی ( بعلت وجود سیلیکون بیشتر از0.1%)، استحکام بالا در دماهای بالا، پایداری در کاربردهای طولانی مدت در دمای حدود 425 درجه سانتیگراد می‌باشد . برای اجزای توربین گازی و دیگر کاربردهایی که از خواص ترکیبی خوبی مورد نیاز است، استفاده می‌شود. تیتانیوم Ti-6Al-2Sn-4Zr-2Mo به صورت شمش نشان داده شده‌است.

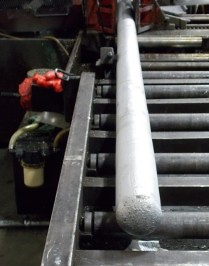
این یک میله تیتانیومی می باشد

خواص تریبولوژیک ضعیف از خصوصیات متداول آلیاژهای تیتانیوم می‌باشد . آن‌ها مقاومت به سایش و سختی پایین را دارا می‌باشند.. این معایب، کاربرد آن‌ها را محدود می‌کند.
با توجه به ماهیت مقاوم در برابر حرارت و دوام آن، تیتانیوم 6-2-4-2 اغلب به‌طور متداول در مهندسی هواپیما و اجزای موتورهای توربین (دیسک، تیغه، و پروانه)، قطعات بدنهٔ هواپیما و کارایی بالا سوپاپ خودرو مورد استفاده قرار می‌گیرد.

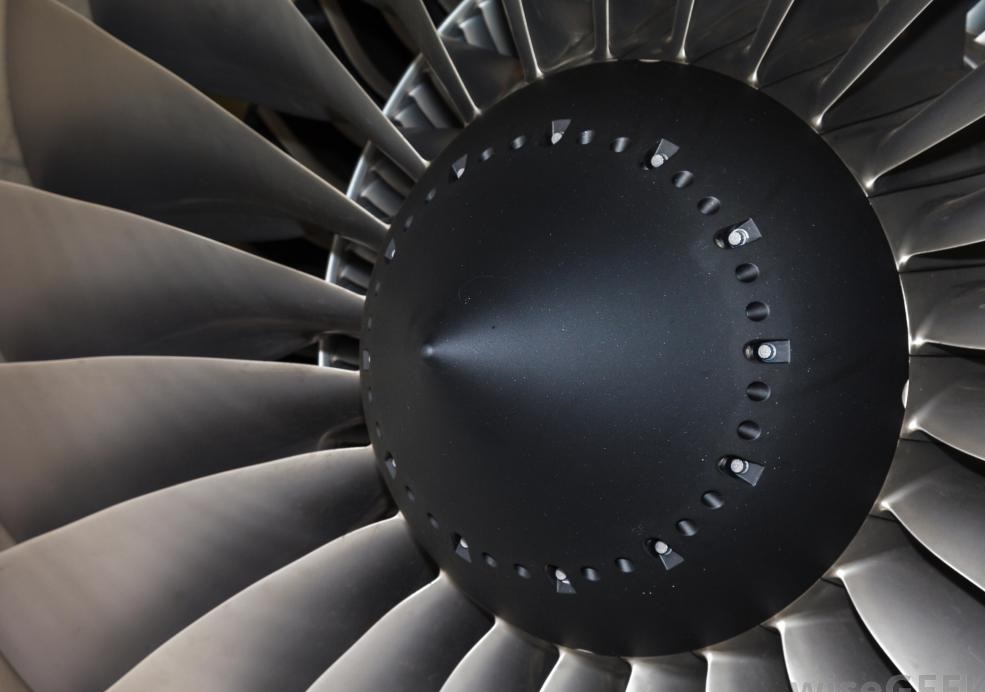
از تیتانیوم برای تهیه پره توربین هواپیما استفاده می شود

تیتانیوم 6-2-4-2 در انواع مشخصات استاندارد از جمله AMS 4919، AMS 4975 و بیشتر می‌باشد . 

## مشخصات استاندارد
| UNS R54620  | AMS 4919         | AMS 4975    |
| AMS 4976    | AMS 4979         | AMS T 9047  |
| MIL-T 9046  | MIL-T 9047       | MIL-F-81556 |
| MIL-F-82142 | Werkstoff 3.7145 | EN 3.71450  |
| DIN: 3.7164 | GE C50TF7        | GE B50TF21  |
| GE B50TF22  | PWA 1220         |             |

## جوشکاری
قابلیت جوشکاری برای Ti-6Al-2Sn-4Zr-2Mo حد متوسط می‌باشد . پیشنهاد می‌شود از فرایند پس گرم استفاده شود. برای کاهش دادن تنش‌های پسماند، تکنیک‌ها باید با دقت انتخاب شوند اما نه با توجه به کاهش قابل توجه خواص. و همچنین توصیه می‌شود از فیلر جوش برای جوشکاری ذوبی و علاوه بر آن، گاز خنثی محافظ استفاده شود. 

## شکل دهی
شکل پذیری برای Ti-6Al-2Sn-4Zr-2Mo دشوار می‌باشد . برای شرایط انواع شکل دهی‌های شدید، توصیه می‌شود در دماهای بالا این کار صورت پذیرد.

## مقاومت به خوردگی
به‌طور کلی، مقاومت در برابر خوردگی برای TI-6AL-2SN-4Zr-2Mo بسیار عالی است. اگر چه، این آلیاژ گاهی اوقات مستعد رشد ترک به وسیلهٔ تنش خوردگی نمک داغ بوده اما با انتخاب فرایند مناسب، این خطر را می‌توان به حداقل رساند.

## عملیات حرارتی
عملیات حرارتی Ti 6-2-4-2 تیتانیوم بسته به فرم آلیاژ آن متفاوت خواهد بود :
- فورجینگ و مقطع میله ای معمولاً با حلالیت آلفا بتا در دمای 25F-50F آنیل شده و زیر ترانساز بتا (~1770F – 1790F) برای مدت یک ساعت. سپس سرد کردن به همراه بارش گرما در دمای 1100F برای مدت زمان هشت ساعت. و بعد از آن سرد کردن در هوا را تکرار کنید.
- ورقه (Sheet) و شکل نواری معمولاً دو بار آنیل شده در دمای 1650F برای مدت زمان 30 دقیقه و سپس سرد کردن و گرم کردم مجدد برای 1450F و نگه داشتن برای مدت 15 دقیقه و بعد از آن سرد کردن در هوا را تکرار کنید.
- صفحه که معمولاً دو بار آنیل شده در دمای 1650F برای مدت زمان 60 دقیقه و سپس سرد کردن و گرم کردم مجدد برای 1100F و نگه داشتن برای مدت هشت ساعت و بعد از آن سرد کردن در هوا را تکرار کنید.

## فورجینگ
معمولاً فورجینگ برای Ti 6-2-4-2 در منطقه آلفا- بتا انجام می‌شود (1650F – 1800F) برای انتقال یک حالت ساختار مخلوط (فازهای آلفا اولیه و مرحله بتا تبدیل شده). فورجینگ نهایی باید تمام موارد آلفا (سخت، شکننده، لایه اکسیژن غنی شده) قبل از استفاده از او برداشته می‌شود. فورجینگ به روش‌های ذکر شده در بخش عملیات حرارتی، صورت می پذیرد.